# Fredj Moussa
 (juin 2024).
Fredj Moussa est un artiste et réalisateur né en 1992 à Paris. Il vit et travaille entre la France et la Tunisie, façonnant un travail à l'intersection du film, de la sculpture et de la peinture.

## Biographie
Diplômé de l'École nationale supérieure des Arts Décoratifs de Paris en 2018, Fredj Moussa est ensuite résidant à la Cité internationale des arts à Paris en 2019. Entre 2021 et 2023, il étudie au Fresnoy - Studio national des arts contemporains. En 2024, il est résident à la Villa Médicis à Rome.

## Expositions
Fredj Moussa a présenté son œuvre dans des lieux tels que à la Biennale de Berlin (Allemagne), la galerie Selebe Yoon (Sénégal), Loop Barcelona (Espagne), Le 32 Bis (Tunisie), Tiger Strikes Asteroid, à Philadelphie (États-Unis), Izmir Mediterranean Biennial (Turquie), l'Abbay de Jumiège,, Panorama 24,,  Nuit Blanche,,,,, 2023 Paris (France), Cabane B(Suisse), et Les Brasseurs à Liège (Belgique), parmi d'autres. Ses films, dont Solar Noon,(2022), ont également été sélectionnés dans des festivals.

## Filmographie
- 2025 : Land Of Barbar
- 2024 : Mirage, The Inner Sea
- 2023 : The Mascot
- 2022 : Solar Noon
- 2021 : LifeStyle Of

## Prix
Fredj Moussa est finaliste du prix Studio Collector dans le cadre du Festival Photo Days à la MEP à Paris en 2022. Son film Solar Noon reçoit le prix CIFRA à Loop Fair Barcelona en 2023.